# 1013

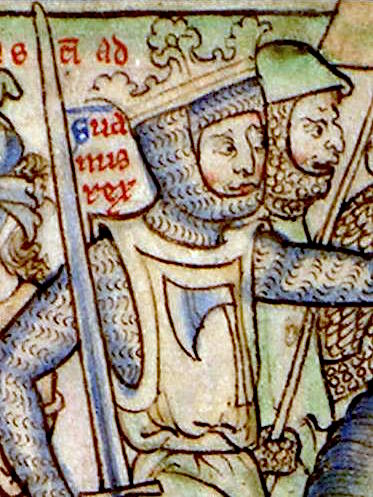
Koning Sven I ("Vorkbaard") (963 - 1014)

Het jaar 1013 is het 13e jaar in de 11e eeuw volgens de christelijke jaartelling.

## Gebeurtenissen

### Europa
- Voorjaar - Koning Hendrik II ("de Heilige") tekent in Merseburg een vredesverdrag met Bolesław I ("de Koene"), hertog van Polen. Als onderdeel van het verdrag erkent Bolesław de suzereiniteit van Hendrik als koning. In de voorwaarden van het verdrag wordt hij verplicht militaire bijstand te leveren en jaarlijkse tribuut te betalen. In ruil hiervoor ontvangt Bolesław de gebieden van Lausitz en Meißen, als leengoederen. De vrede wordt met een huwelijk bezegeld; Bolesław's zoon, Mieszko II ("de Luie"), trouwt de 12-jarige Richeza van Lotharingen (een kleindochter van wijlen keizer Otto II).[1]
- 9 april - Sulayman ibn al-Hakam herovert het kalifaat van Córdoba in Al-Andalus (huidige Spanje), het gebied wordt door de Berbers geplunderd en verwoest. Hij zet kalief Hisham II af na een regeerperiode van drie jaar. Sulayman wordt geïnstalleerd als de vijfde Omajjad heerser van Córdoba. Ondertussen stichten de Ziriden van Granada een onafhankelijke dynastie, genaamd de taifa van Granada.[2]
- Graaf Lambert I ("met de Baard") van Leuven verslaat bij Hoegaarden de troepen onder bevel van Balderik van Loon, bisschop van Luik. Hij annexeert het graafschap Bruningerode. Als Lambert zijn gebied verder naar het oosten wil uitbreiden, wordt hij daarin gestopt door Godfried I ("de Kinderloze"), hertog van Neder-Lotharingen.[3]

### Engeland
- Zomer - Deense Vikingen onder leiding van Sven I ("Vorkbaard") en vergezeld door zijn zoon Knoet vallen Engeland binnen. Een aanval op Londen wordt afgeslagen, daarop trekken de Vikingen ergens anders heen en plunderen Wessex, Mercia en Northumbria. Koning Ethelred II ("de Onberadene") stuurt zijn vrouw Emma en zijn 9-jarige zoon Edward naar Normandië. Ethelred trekt zich terug op het eiland Wight en volgt hen later in ballingschap. Richard II ("de Goede"), hertog van Normandië (tevens een broer van Emma), biedt de koninklijke familie en haar gevolg onderdak.[4]
- 25 december - Sven I ("Vorkbaard") neemt de controle over de Danelaw (een gebied door Deense Vikingen gekoloniseerd) over en wordt in Londen uitgeroepen tot heerser van Engeland. Sommige provincies weigeren hem te erkennen, omdat Sven geen dynastiek recht heeft om de Engelse troon op te eisen. Hij vestigt zijn residentie in Gainsborough en begint zijn koninkrijk te reorganiseren.[5]

### Religie
- De Al-Hakimmoskee in Caïro wordt voltooid in opdracht van kalief Al-Hakim bi-Amr Allah.

## Geboren
- Boudewijn V ("de Grote"), graaf van Vlaanderen (overleden 1067)
- Sancha van León, koningin-gemalin van Castilië (overleden 1067)

## Overleden
- 18 mei - Hisham II, kalief van Córdoba (r. 1010 - 1013)
- Abu al-Qasim al-Zahravi (77), Arabisch filosoof en arts
- Reinier IV, Frans edelman en graaf (Huis van Reiniers)